# Oliver Harrington

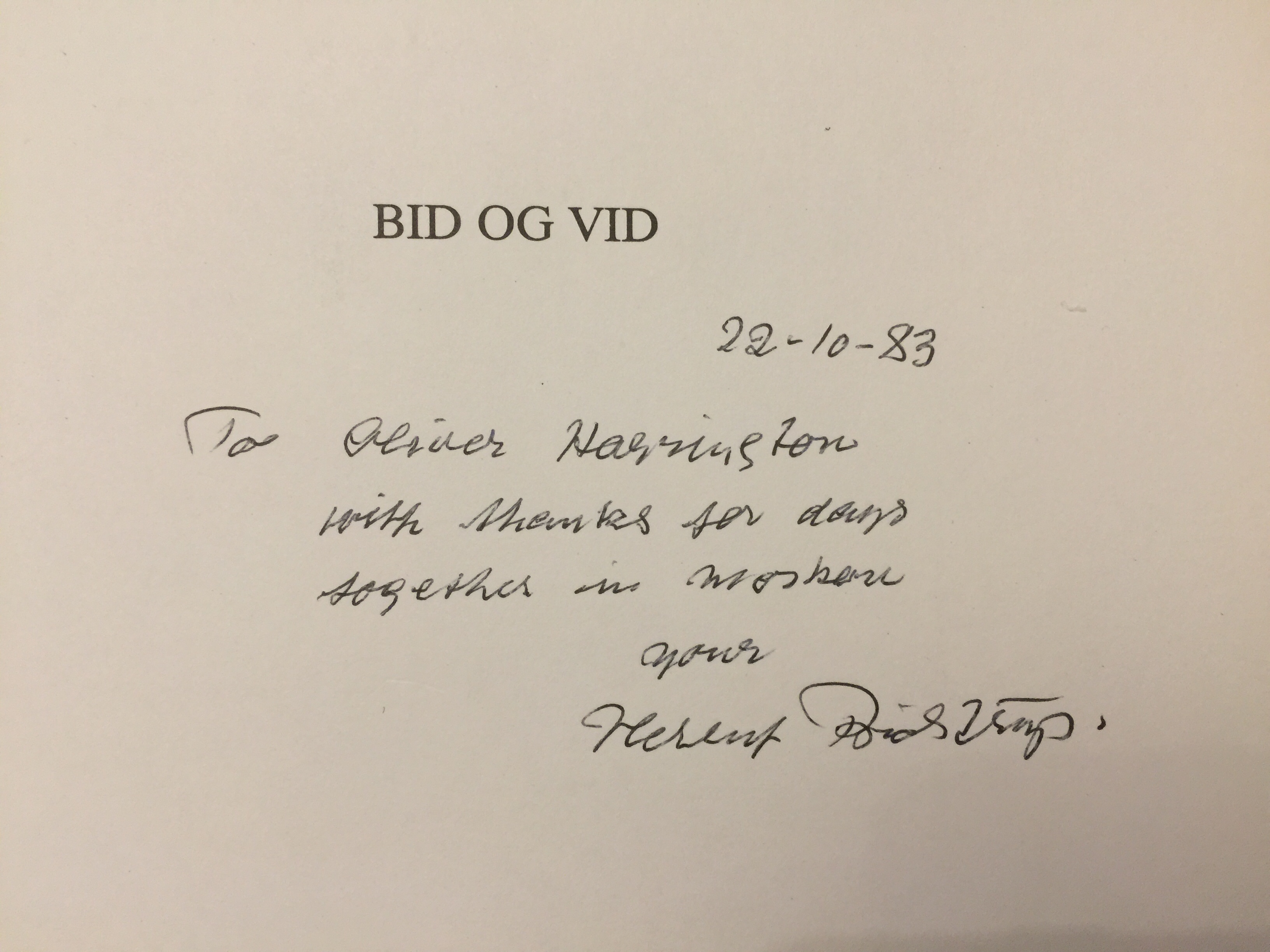
Widmung für Oliver Harrington im Buch Bid og Vid von Herluf Bidstrup (1983)

Oliver Wendell „Ollie“ Harrington (* 14. Februar 1912 in Valhalla, New York; † 2. November 1995 in Berlin) war ein afroamerikanischer Karikaturist, Schriftsteller und ein Kämpfer gegen Rassismus und für Bürgerrechte in den Vereinigten Staaten. Im Jahre 1961 beantragte Harrington politisches Asyl in der DDR; er lebte die letzten drei Jahrzehnte seines Lebens in Berlin.

## Leben in den USA
Harrington wurde als Kind von Herbert und Eugenie Turat Harrington in Valhalla (New York) geboren und war das älteste von fünf Kindern. Sein Vater war aus North Carolina gekommen, um an den vielen Bauprojekten in der Gegend zu arbeiten. Seine Mutter war eine ungarische Jüdin aus Budapest. Er begann zu zeichnen, um seine Frustrationen über einen bösartig rassistischen Lehrer der sechsten Klasse auszulassen, und absolvierte 1929 die DeWitt Clinton High School. Harrington arbeitete einige Zeit bei der Zeitung New York Amsterdam News, nachdem der Stadtredakteur Ted Posten auf Harringtons bereits beachtliche Fähigkeiten als Cartoonist und politischer Satiriker aufmerksam geworden war. Harrington schrieb danach regelmäßig für viele der bekanntesten afro-amerikanischen Zeitungen der Vereinigten Staaten, darunter die New York Amsterdam News, den Pittsburgh Courier und den Baltimore Afro-American.
Im Jahr 1935 schuf Harrington Dark Laughter, einen regelmäßig erscheinenden Serien-Cartoon. Der Streifen wurde später nach seinem berühmtesten Charakter Bootsie benannt, einem gewöhnlichen Afroamerikaner, der mit dem Rassismus in den USA konfrontiert wird, und den Harrington als „einen fröhlichen, ziemlich wohlgenährten, aber seelenvollen Charakter“ beschrieb. Harrington schrieb sich 1936 an der Yale University’s School of the Fine Arts ein, um Malerei und Kunstgeschichte zu studieren. Er erwarb dort 1940 seinen BFA-Abschluss. 1942 erhielt Harrington seinen ersten Vollzeitjob und arbeitete als Art Director für The People’s Voice, eine progressive Wochenzeitung, die von dem Geistlichen Adam Clayton Powell Jr. gegründet wurde. Im folgenden Jahr verließ Harrington die Voice, um hauptsächlich für den Pittsburgh Courier zu arbeiten, wo seine Aufgaben abwechslungsreicher und anspruchsvoller waren. Beim Courier stellte er 1941 Jive Gray vor, einen Abenteuer-Comic, der den Zweiten Weltkrieg aus der Sicht eines afroamerikanischen Militärfliegers beleuchtete. Er führte diesen bis zum Jahr 1951 fort.
Im Januar 1944 schickte der Courier Harrington ins Ausland, um über den Zweiten Weltkrieg in Nordafrika und Europa zu berichten. Während er in Italien berichtete, traf er den Geschäftsführer der National Association for the Advancement of Colored People (NAACP), Walter White. White war so beeindruckt, dass er Harrington nach Kriegsende einlud, eine PR-Abteilung für die Organisation aufzubauen. Harrington nahm den Job 1946 an. Zur gleichen Zeit veröffentlichte Harrington den Artikel „Terror in Tennessee“, eine umstrittene Enthüllung der zunehmenden Lynchjustiz der Nachkriegszeit in den Südstaaten der USA. Ende des Jahres 1946 debattierte er mit Generalstaatsanwalt Tom C. Clark über das Thema „Der Kampf um Gerechtigkeit als Weltmacht“. Er konfrontierte Clark mit dem Versagen der US-Regierung, Lynchjustiz und andere rassistisch motivierte Gewalt einzudämmen.
1947 verließ Harrington die NAACP und begann wieder zu zeichnen. Er versuchte sich auch an der Buchillustration, u. a. für The Runaway Elephant, ein damals beliebtes Kinderbuch von Ellen F. Tarry. In der Nachkriegszeit wurde er wegen seiner Bekanntheit und seiner gesellschaftlichen Aktivitäten vom FBI und dem Komitee für unamerikanische Aktivitäten beobachtet.

## Exil in Frankreich
In der Hoffnung, eine weitere Überprüfung durch die Regierung der USA zu vermeiden, emigrierte Harrington 1951 nach Paris. In Paris schloss sich Harrington der Gemeinschaft afroamerikanischer Schriftsteller und Künstler an, darunter James Baldwin, Chester Himes und Richard Wright, der ein enger Freund wurde. Während seines Aufenthalts in Paris zeichnete Harrington vor allem Cartoons für den Courier und den Chicago Defender, die er per Post in die USA sandte. Seine Präsenz in der Heimat wurde auch durch das Erscheinen einer Anthologie seiner Karikaturen im Jahr 1958 aufrechterhalten. Das Buch Bootsie and Others wurde von Dodd, Mead & Company veröffentlicht und enthielt eine bewundernde Einführung von Langston Hughes.

## Emigration in die DDR
Die Ruhe in Paris endete 1960 mit dem plötzlichen Tod von Wright, dem Harrington sehr nahe stand. Harrington vermutete, dass Wright im Auftrag des US-amerikanischen Geheimdienstes ermordet worden war. Kurz darauf schrieb Harrington einen Artikel für die Zeitschrift Ebony mit dem Titel The Last Days of Richard Wright, in dem er die verdächtigen Umstände um Wrights Tod skizzierte. Ohne Wright war Paris nicht mehr so attraktiv für Harrington und 1961 reiste er nach Ost-Berlin. Dort erwartete ihn ein Angebot des Aufbau-Verlags. Harrington sollte eine Reihe von englischsprachigen Klassikern illustrieren. Bald darauf beantragte er politisches Asyl in der DDR. Er verbrachte den Rest seines Lebens im Ostteil Berlins, wo er bald zu den bekanntesten Karikaturisten der DDR zählte. Er illustrierte und schrieb Publikationen für den Eulenspiegel, Das Magazin und den Daily Worker. Mit dem dänischen Karikaturisten Herluf Bidstrup verband ihn eine enge Freundschaft, und er trat mit dem ebenfalls in die DDR emigrierten US-Sänger Dean Reed bei Veranstaltungen auf. Während seiner Zeit in der DDR wurde er auch von der Staatssicherheit beobachtet.
Im Jahr 1964 traf Harrington Helma Richter, eine Radiojournalistin. Die beiden heirateten und Sohn Oliver jr. wurde geboren. Außer Oliver jr. hatte Harrington drei Töchter.
The Daily World veröffentlichte 1972 eine Sammlung von Harringtons Werk Soul Shots. Um für die Veröffentlichung dieses Buches zu werben, machte Harrington seinen ersten Besuch in den Vereinigten Staaten, seit er das Land mehr als 20 Jahre vorher verlassen hatte. Er hielt auch eine Reihe von Vorträgen während der Reise. Nach seiner Rückkehr nach Europa schrieb Harrington Look Homeward, Baby, ein Stück für das Magazin Freedomways, in dem er verglich, wie Amerika nach seiner Rückkehr im Gegensatz zu seinen Erinnerungen an das Harlem der 1940er Jahre aussah.
In den 1970er und 1980er Jahren zeichnete Harrington fast nur noch Karikaturen. Die Ausnahme waren zwei Rezensionen von Büchern anderer schwarzer Cartoonisten für Freedomways: 1974 Through Black Eyes und Like Most of Us Kids im Jahr 1976.
Harrington betrat erst 1991 wieder amerikanischen Boden, als er von Walter O. Evans, einem Detroiter Chirurgen und Sammler afroamerikanischer Kunst, eingeladen wurde. Während dieses Besuchs hielt Harrington eine Rede an der Wayne State University in Detroit mit dem Titel Why I Left America, in der die Umstände, unter denen er 40 Jahre früher ausgewandert war, beschrieb.
1994 lud die Michigan State University Harrington ein, ein Semester als „Artist-in-Residence“ an ihrer Journalistenschule zu verbringen. Während seines Semesters leitete Harrington ein Seminar, das sich mit der Rolle der politischen Karikaturen im Journalismus beschäftigte. Harrington begann den Frühlingssemesterkurs damit, „den Studenten zu zeigen, dass politische Karikaturen und Journalismus das Gleiche sind, und das schon seit mehreren tausend Jahren“, sagte er einem Reporter des Magazins Emerge.
Harrington starb 1995 in Berlin. Die New York Times nannte ihn den Pionier des afro-amerikanischen Cartoons und die Library of Congress bezeichnete ihn als einen der größten schwarzen Cartoonisten.

## Privates
Harrington hatte vier Kinder. Zwei Töchter US-amerikanischer Nationalität und eine weitere britischer Nationalität, alle stammen aus der Zeit vor der Emigration in die DDR. Sein jüngstes Kind, ein Sohn, stammt aus der Ehe mit Helma Richter, einer deutschen Journalistin.

## Werke (Auswahl)
- The Runaway Elephant (mit Ellen Tarry). Viking, 1950.
- Hezekiah Horton (mit Ellen Tarry). Viking, 1955.
- Bootsie and Others. Dodd, Mead & Company, 1958.
- „Wahlen made in USA“ in Urania-Universum : Band 11 (XI). Urania-Verlag, Leipzig, Jena, Berlin, 1965
- Laughing on the Outside: The Intelligent White Reader’s Guide to Negro Tales and Humor. Hrsg. von Philip Sterling. Grosset Dunlap, 1965.
- Soul Shots. Daily World, 1972.
- Titelbilder des Eulenspiegel u. a. Ausgaben 47/1982 und 38/1988
- Why I Left America and Other Essays. University Press of Mississippi, 1993, ISBN 0878056556.
- Dark Laughter: The Satiric Art of Oliver W. Harrington. Hrsg. vom M. Thomas Inge, University Press of Mississippi, 1993, ISBN 0878056564[5]

## Ausstellungen
- 1979 Staatliche Museen Greiz im Ausstellungsteil Satiricum Greiz
- 1985 Kulturbundgalerie Berlin-Weißensee
- 1991 Charles H. Wright Museum of African American History, Detroit
- 1992 Begegnungsstätte „pro“ Berlin-Treptow des Bundes der Antifaschisten Treptow e. V.
- 1992 Elijah Pierce Gallery des Martin Luther King Jr. Performing and Cultural Arts Complex in Columbus

## Auszeichnungen
- Preis des American Institute of Graphic Arts, für The Runaway Elephant 1951[6]
- Eddi (Kabarettpreis) 1985
- Preis der Swann Foundation für besondere Leistungen 1992[6]

## Rezeptionen
- Magazin Editor & Publisher. Irvine (Kalifornien), 28. November 1992, S. 28.
- El Watkins: From Harlem to East Berlin. In: The New York Times. 19. Dezember 1993, S. 20 (englisch, Buchbesprechung von „Why I Left America“).
- Why I Left America, and Other Essays. In: Publishers Weekly. 6. September 1993, S. 75 (englisch, Buchbesprechung).
- Magazin Emerge Washington, D.C., Mai 1994, S. 14.
- Cartoons by the late Ollie Harrington tell it like it was – and is. In: Ebony Magazine, Februar 1996
- Stephanie Brown: “Bootsie” in Berlin: An Interview with Helma Harrington on Oliver Harrington’s Life and Work in East Germany 1961–1995. In: African American Review, Band 44, Nr. 3. 2011, S. 353–372 (englisch, Buchbesprechung).
- Larry A. Greene, Anke Ortlepp (Hrsg.): Germans and African Americans: Two Centuries of Exchange. University of Mississippi Press, Jackson (Mississippi), 2011, ISBN 978-1-60473-784-4, S. 185–200.